# Municipio de Plumtree
El municipio de Plumtree (en inglés: Plumtree Township) es un municipio ubicado en el  condado de Avery en el estado estadounidense de Carolina del Norte. En el año 2010 tenía una población de 711 habitantes.

## Geografía
El municipio de Plumtree se encuentra ubicado en las coordenadas 36°2′5.09″N 82°0′35.67″O / 36.0347472, -82.0099083.